# Torre d'Ambuluwawa
La Torre d'Ambuluwawa és una torre inaugurada l'any 2009 sobre la muntanya del mateix nom als afores de la ciutat de Gampola, a l'interior de Sri Lanka. Té una forma de con amb 54,6 m d'alçada.
Es va començar a construir l'any 1997 i va estar en obres fins al 2006. Finalment, es va inaugurar tres anys després, coincidint amb l'obertura del parc on es troba, coincidint amb la finalització de la guerra civil i com a part d'un projecte dedicat a fomentar la pau i l'harmonia a la regió. Per buscar la unitat i la diversitat cultural de Sri Lanka, als peus de la torre hi ha santuaris dedicats a cadascuna de les principals religions del país: un temple budista, un temple hindú, una capella cristiana i una mesquita musulmana. A més, el seu disseny, inspirat tant en l'arquitectura hindú com en la budista, la converteix en una construcció singular i especialment notable.
S'hi puja per una escala de caragol que es va fent més estreta a mesura que s'ascendeix. Des de dalt es pot observar al sud el pic d'Adam, a l'oest Bathhalegala o Bible Rock, cap al nord es pot entreveure la serralada de Knuckles, i finalment a l'est es troba el pic Pidurutalagala, la muntanya més alta de l'illa amb 2.534 m d'altura situada a la zona de Nuwara Eliya.